# Chipping Ongar
Chipping Ongar è un paese della contea dell'Essex, in Inghilterra.

## Amministrazione

### Gemellaggi
- Cerizay, Francia